# Integrated services
In telecomunicazioni, i servizi integrati (dall'inglese integrated service), indicati anche come IntServ, sono un modello posto a livello 3 della pila protocollare ISO/OSI adatto a molti degli aspetti richiesti dalla QoS.
Sviluppata dalla IETF, quest'architettura offre due classi di servizi:
- Servizio di carico controllato[2]
- Servizio garantito[3]

## Descrizione
Tale modello prevede che prima dell'inoltro del traffico di rete venga effettuata una richiesta, tramite opportuno protocollo di segnalazione, con la quale vengono prenotate un certo quantitativo di risorse specifiche per il tipo di traffico in essere. Tale richiesta si manifesta in una segnalazione che contiene richieste sui parametri tipici di QoS ovvero larghezza di banda minima,  massimo ritardo accettabile, perdita di pacchetti o jitter contenuto e così via.
La procedura descritta richiede conferma dalla rete, cioè la rete (intendendo questa come l'insieme di tutti i dispositivi atti alla gestione dell'integrated service) deve rispondere in modo positivo alle specifiche richieste, garantendo la fornitura di quanto richiesto per il particolare flusso di traffico, oppure negando la richiesta. L'inizio dell'inoltro dei pacchetti su rete avviene dunque solo quando la rete ha risposto positivamente alle necessità richieste dal trasmittente.
In particolare con IntServ la segnalazione è gestita con il protocollo RSVP (Resource Reservation Protocol) che si occupa di rendere note ai vari nodi quali siano le richieste del traffico. RSVP alloca dunque le risorse prima dell'inizio della trasmissione mantenendole tali per tutta la durata della trasmissione. Durante la propagazione la rete che rispetta le specifiche richieste si dice che mantiene un certo stato (stateful) e lo fa per ogni flusso di traffico gestito.